# AS Dragons l'Ouémé
AS Dragons FC de l'Ouémé este o echipă de fotbal din Porto Novo, Benin care evoluează în prima ligă benineză.